# جون د. تورنر
جون د. تورنر (بالإنجليزية: John D. Turner)‏ هو مترجم أمريكي، ولد في 15 يوليو 1938.

## وصلات خارجية
- جون د. تورنر على موقع إن إن دي بي (الإنجليزية)